# Arriva Madrid
Arriva Madrid, cuyo nombre legal es actualmente Empresa de Blas y Compañía, S. A., es una empresa española dedicada al transporte de viajeros por carretera, perteneciente al grupo de transportes Arriva. Tiene su sede en el municipio madrileño de Alcorcón y ofrece líneas regulares urbanas e interurbanas entre municipios de la comunidad próximos a la autovía A-5.
Sus autobuses son conocidos familiarmente como Blasas.

## Historia

### Primeros años
Arriva Madrid tiene su origen en el afán emprendedor de dos familias, Gregorio De Blas e Isidro Gómez, que nada más concluir la Guerra Civil da inicio a sus servicios entre Madrid y Navalcarnero a través de Cuatro Vientos, de ahí su primer nombre: Empresa De Blas y Cía.

### Años 80 y 90
Tras diversos emplazamientos, en la actualidad y desde 1987 su domicilio social se encuentra enclavado en un polígono industrial en continuo crecimiento, sito en la localidad de Alcorcón, si bien es cierto que la creciente demanda de servicios obligó a adoptar una concepción multicabecera. Actualmente se ofertan 25 recorridos interurbanos distintos con más de 200 autobuses desde varias cabeceras, entre éstas están: Alcorcón, San José de Valderas, Móstoles, Fuenlabrada, Navalcarnero, Madrid (Príncipe Pío y Colonia Jardín), y Villaviciosa de Odón.
Es conocida por muchos por el predominio de autobuses de las marcas Pegaso y Volvo durante la década 1990 y la década 2000, muchos de ellos articulados, conocidos como ''orugas''.

### Actualidad
En 2013 se incorpora a la empresa el primer autobús híbrido y en 2021 se pone en servicio de pruebas durante varios días el primer autobús eléctrico de la empresa, ambos de la marca Volvo.
En 2024, se incorporan más unidades eléctricas a la flota madrileña.

## Actividad
Los municipios a los que da servicio son, principalmente, Alcorcón, Móstoles y Navalcarnero; si bien tiene también líneas a otros municipios del oeste como Villaviciosa de Odón, Boadilla del Monte, Villanueva de la Cañada, Brunete y Villamantilla. Además une municipios del sur como Fuenlabrada, El Álamo, Batres o Sevilla la Nueva.

### Concesiones en Madrid (VCM)
Las concesiones que otorga el Consorcio Regional de Transportes de Madrid reciben la nomenclatura VCM indicando Viajeros Comunidad de Madrid. La empresa opera actualmente 1 concesión, que reúne líneas interurbanas y líneas urbanas, centrándose en municipios situados en torno a la A-5.

#### VCM-501
| Línea | Recorrido                                                                               | Observaciones                      |
| ----- | --------------------------------------------------------------------------------------- | ---------------------------------- |
| 510   | Alcorcón - Villaviciosa de Odón (El Bosque)                                             |                                    |
| 510A  | Madrid (Colonia Jardín) - Villaviciosa de Odón - Alcorcón                               |                                    |
| 510B  | Alcorcón Central - Villaviciosa de Odón (Universidad Europea)                           |                                    |
| 511   | Madrid (Príncipe Pío) - Alcorcón (por Parque Lisboa)                                    |                                    |
| 512   | Madrid (Príncipe Pío) - Alcorcón (por c/Cantos)                                         |                                    |
| 513   | Madrid (Príncipe Pío) - Alcorcón (Polígono industrial Urtinsa)                          |                                    |
| 514   | Madrid (Príncipe Pío) - Alcorcón (Los Castillos)                                        |                                    |
| 516   | Madrid (Príncipe Pío) - Alcorcón (por Universidad Rey Juan Carlos)                      |                                    |
| 517   | Madrid (Cuatro Vientos) - Alcorcón (Fuente Cisneros)                                    | Creada el 26 de julio de 2021      |
| 518   | Madrid (Príncipe Pío) - Villaviciosa de Odón                                            |                                    |
| 519   | Móstoles - Villaviciosa de Odón                                                         |                                    |
| 519A  | Móstoles (Hospital Rey Juan Carlos) por El Soto - Villaviciosa de Odón                  |                                    |
| 520   | Alcorcón - Móstoles                                                                     |                                    |
| 521   | Madrid (Príncipe Pío) - Móstoles                                                        |                                    |
| 522   | Madrid (Príncipe Pío) - Móstoles (por Pistas DGT)                                       |                                    |
| 523   | Madrid (Príncipe Pío) - Móstoles (Villafontana)                                         |                                    |
| 524   | Madrid (Príncipe Pío) - Móstoles Sur                                                    | Creada el 2 de julio de 2018       |
| 525   | Madrid (Príncipe Pío) - Móstoles Sur (por M-50)                                         | Creada el 23 de septiembre de 2024 |
| 526   | Fuenlabrada - Móstoles (Estación FFCC)                                                  |                                    |
| 527   | Móstoles (Estación FFCC) - Fuenlabrada (Loranca)                                        |                                    |
| 528   | Madrid (Príncipe Pío) - Navalcarnero                                                    |                                    |
| 529   | Móstoles (Hospital Rey Juan Carlos) - Navalcarnero - El Álamo                           |                                    |
| 529A  | Móstoles (Hospital Rey Juan Carlos) - Navalcarnero - Batres                             |                                    |
| 529H  | Móstoles (Hospital Rey Juan Carlos) - Navalcarnero                                      |                                    |
| 530   | Navalcarnero - Villanueva de la Cañada                                                  |                                    |
| 531   | Móstoles (Hospital Rey Juan Carlos) - Navalcarnero - Sevilla la Nueva                   |                                    |
| 531A  | Móstoles (Hospital Rey Juan Carlos) - Navalcarnero - Villamantilla                      |                                    |
| 532   | Madrid (Colonia Jardín) - Sevilla la Nueva                                              |                                    |
| 534   | Madrid (Príncipe Pío) - Móstoles (Urbanización Parque Coímbra) - Arroyomolinos (Xanadú) |                                    |
| 538   | Madrid (Príncipe Pío) - Navalcarnero (por La Dehesa)                                    |                                    |
| 539   | Madrid (Príncipe Pío) - El Álamo                                                        |                                    |
| N501  | Madrid (Príncipe Pío) - Alcorcón - Móstoles                                             |                                    |
| N502  | Madrid (Príncipe Pío) - Alcorcón                                                        |                                    |
| N503  | Madrid (Príncipe Pío) - Móstoles (Villafontana)                                         |                                    |
| N504  | Madrid (Príncipe Pío) - Villaviciosa de Odón                                            |                                    |
| N505  | Madrid (Príncipe Pío) - Navalcarnero                                                    |                                    |
| 1     | Puerta del Sur - Fuente Cisneros                                                        | Urbanos Alcorcón                   |
| 2     | Ondarreta - Prado de Santo Domingo (Circular)                                           | Urbanos Alcorcón                   |
| 3     | Alcorcón Central - Parque el Lucero                                                     | Urbanos Alcorcón                   |
| 1     | Las Cumbres - Estación FF.CC.                                                           | Urbanos Móstoles                   |
| 2     | Pradillo - Cementerio                                                                   | Urbanos Móstoles                   |
| 3     | Pol. Ind. Las Nieves - Pradillo                                                         | Urbanos Móstoles                   |
| 4     | Móstoles Sur - Hospital Rey Juan Carlos                                                 | Urbanos Móstoles                   |
| 5     | Estación FF.CC. - Parque Coimbra                                                        | Urbanos Móstoles                   |
| 6     | Universidad Rey Juan Carlos - Parque Guadarrama                                         | Urbanos Móstoles                   |
| 1     | La Dehesa - El Pinar                                                                    | Urbanos Navalcarnero               |